# Mara (zoogdier)
De mara, pampahaas of Patagonische haas (Dolichotis patagonum) is een cavia-achtig knaagdier.

## Kenmerken
De mara staat hoog op de poten en heeft grote, rechtopstaande oren en grote ogen. Hij heeft een korte, bruine vacht met een donkere, grijsachtige rugzijde. Op de romp wordt de vacht donkerder. Over de romp loopt een witte franje. Ook de buik is wit. De mara wordt 50 tot 75 centimeter lang met een 4,5 centimeter lang staartje en een lichaamsgewicht van acht à negen kilogram.

## Leefwijze
Mara's leven in de droge, open struikwoestijnen en graslanden van Centraal- & Zuid-Argentinië. Het zijn dagdieren. Overdag grazen ze op korte grassen, kruiden en bladeren en twijgen van korte struiken of liggen de dieren te zonnebaden. 's Nachts betrekken ze een zelfgegraven hol of het verlaten hol van een viscacha. Mara's zijn goede renners en springers, en zullen bij gevaar snel wegrennen.

## Paarbinding
Mara's leven in monogame paartjes. Een paartje blijft hun leven lang samen. De drang van mannetjes om zich te binden aan een vrouwtje is zo sterk, dat ze zich soms al binden met onvolwassen vrouwtjes. Het vrouwtje loopt voorop, het mannetje loopt erachteraan en houdt de omgeving in de gaten. Terwijl het vrouwtje graast of zoogt, let het mannetje op de aanwezigheid van roofdieren, of houdt hij vrijgezelle mannetjes op een afstand. De twee dieren houden constant met elkaar contact door middel van een lage brom. Ook andere paartjes worden op een afstand gehouden, en worden weggejaagd als ze dichter dan 30 meter in de buurt komen. Enkel bij groot voedselaanbod tolereren paartjes andere mara's in hun omgeving. Een paartje heeft meestal een woongebied van zo'n 40 hectare. De mara kan tot 15 jaar oud worden.

## Voortplanting
Vrouwtjes zijn meestal slechts enkele uren per jaar ontvankelijk. Na een draagtijd van 90 dagen worden één tot drie jongen geboren. De jongen worden geboren in een gemeenschappelijk hol, waar de worpen van één tot vijftien paartjes in kunnen zitten. Dit hol wordt gegraven door de vrouwtjes. De worp wordt aan de rand van het hol gedaan, waarna de jongen zich dieper in het hol verstoppen. Alhoewel ze al binnen een dag kunnen en zullen grazen, blijven ze tot vier maanden lang in de buurt van het nest. Die tijd worden de jongen gezoogd. Eén à twee keer per dag bezoekt het paartje het nest om haar jongen te zogen. Met een fluitende roep roept ze de jongen. Ook jongen van andere worpen zullen proberen te zogen, maar het vrouwtje laat enkel haar eigen jongen toe. Soms weet echter ook een vreemd jong bij haar te zogen. Als één paartje hun jongen laat zogen, moet een tweede paartje wachten. Hierdoor is er meestal wel een paartje in de buurt van het nest, dat kan letten op aankomend gevaar.

## Verspreiding
Deze soort bewoont de Patagonische pampa's en andere Argentijnse graslanden. Alhoewel de mara uiterlijk veel weg heeft van een haas of een kleine antilope, is hij nauwer verwant met de cavia. Zijn naaste verwant, de kleine mara (Dolichotis salinicola), is kleiner en leeft noordelijker.